# 재미난박물관
재미난박물관은 인천광역시 중구에 있는 사립 박물관이다. 과학 전시물과 완구, 체험 도구를 통해 과학에 흥미를 가지도록 하기 위해 설립되었다.